# Puttkamer

Wappen derer von Puttkamer

Puttkamer ist der Name eines Uradelsgeschlechts aus Hinterpommern, das sich in viele Linien verzweigte. Es stellte zahlreiche hohe preußische Offiziere und Staatsbeamte. Mitglieder der Familie waren und sind in Wissenschaft und Kunst tätig und dienten als Diplomaten und Offiziere der Bundesrepublik Deutschland.

## Geschichte
Der Name „Puttkamer“ stammt von der slawischen Amtsbezeichnung „putcumer“ („Unterkämmerer“, lateinisch „subcamerarius“, polnisch „podkomorzy“) ab. Die Verwendung eines Hofamts als Familienname ist bei adligen Geschlechtern nicht nur in deutschen, sondern gelegentlich auch in fremdsprachigen Formen anzutreffen.
Als Ahnherr dieses Geschlechts wird der 1257 bis 1260 nachweisbare „subdapifer Svecza de Slauna“ (Svenzo von Schlawe) angesehen, ein in Schlawe als Untertruchsess des Herzogs Swantopolk II. von Pommerellen wirkender Palatin von Danzig namens „Swenzo“. Damit wären die Puttkamer Agnaten der Swenzonen. Diese waren ein einheimisches Ministerialengeschlecht (polnisch Święcowi), das nach dem Aussterben der pommerellischen Herzöge aus dem Haus der Samboriden 1294 in den Wirren des pommerellischen Erbfolgestreits von 1296 bis 1309 die Regierungsgeschäfte führte und in den Landen Schlawe und Stolp faktisch wie Landesherren regierte, bis 1308 der Deutsche Orden den größten Teil des Herzogtums in Besitz nahm.
Der zu Swantos Nachkommen gerechnete hinterpommersche Ritter Peter Putcumer, auch schon Puthkamer geschrieben, der das Swenzonen-Wappen mit dem Fischgreif führte, tritt im ersten Jahrzehnt des 14. Jahrhunderts häufiger hervor; er war, wie sein Nachname besagte, herzoglicher Unterkämmerer. In der Folgezeit wurde dann die Amtsbezeichnung zum Familiennamen. Der bis heute gebräuchliche Leitname der Familie, Jesco, stammt ebenfalls von den Swenzonen.

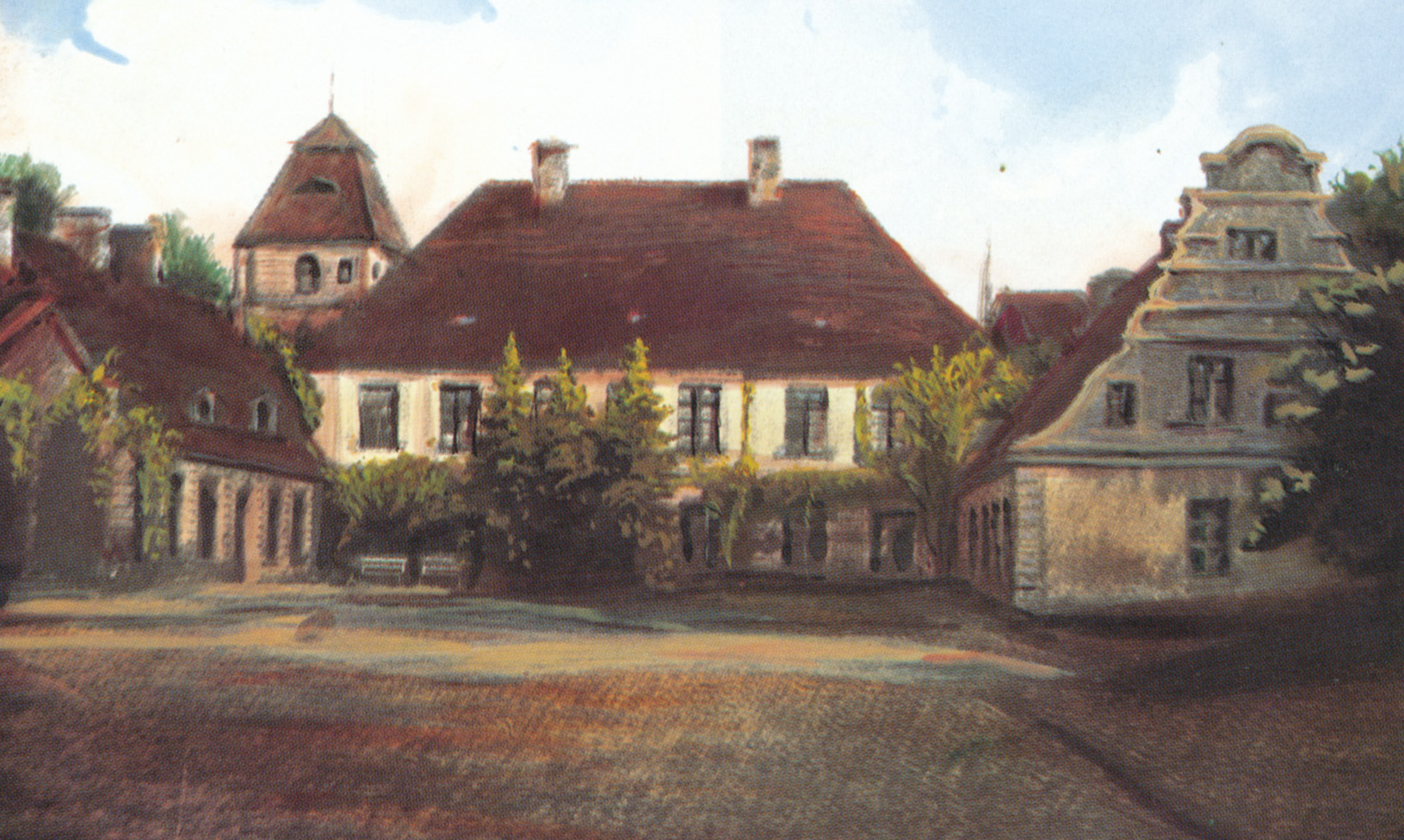
Gutshaus Wollin, von 1457 bis 1878 im Familienbesitz, Stammhaus aller heute noch lebenden Freiherren v. Puttkamer

Es bildeten sich in der ersten Hälfte des 14. Jahrhunderts zwei große Linien, die sich wiederum in viele einzelne Äste teilten. Sie waren über viele Jahrhunderte in Pommern weit verbreitet, wurden aber auch in anderen Gegenden Deutschlands ansässig. Ein Zweig der Linie zog im 16. Jahrhundert nach Livland und später weiter nach Polen. Dieser Zweig wurde im Jahre 1802 in den Grafenstand unter dem Namen Werschowetz-Sekerka Puttkamer erhoben. Anderen Zweigen der Familie, die im 17. Jahrhundert das zum ursprünglichen Amtsnamen eigentlich nicht passende „von“ als Erkennungszeichen adliger Standeszugehörigkeit angenommen hatten, wurde zu verschiedenen Zeiten die Freiherrenwürde verliehen; dies erfolgte teils durch Diplom, teils gewohnheitsrechtlich, sowie durch kaiserliche Verleihung im Jahre 1682.
Die Familie unterteilt sich nach ihren jeweiligen vormaligen Besitztümern in die Häuser Barnow, Norkallen, Schickerwitz und Wollin.
Ein Geschlechtsverband, gegründet 1859 in Köslin, bestätigt 1865 in Berlin, hält heute an verschiedenen Orten Familientage ab.

## Präsentationsrecht zum Preußischen Herrenhaus
Kaiser Wilhelm II. verlieh dem Geschlecht 1895 das Präsentationsrecht zum Preußischen Herrenhaus.
Auf Präsentation des Verbandes des Pommerschen Geschlechts von Puttkamer saßen im Herrenhaus:
- 1896–1904: Bernhard von Puttkamer (1825–1904), Generalmajor a. D. und Rittergutsbesitzer[2]
- 1905–1918: Jesco von Puttkamer (1841–1918), Regierungspräsident a. D. und Rittergutsbesitzer[3]
- 1918: Erich von Puttkamer (1845–1935)[4]

## Wappen

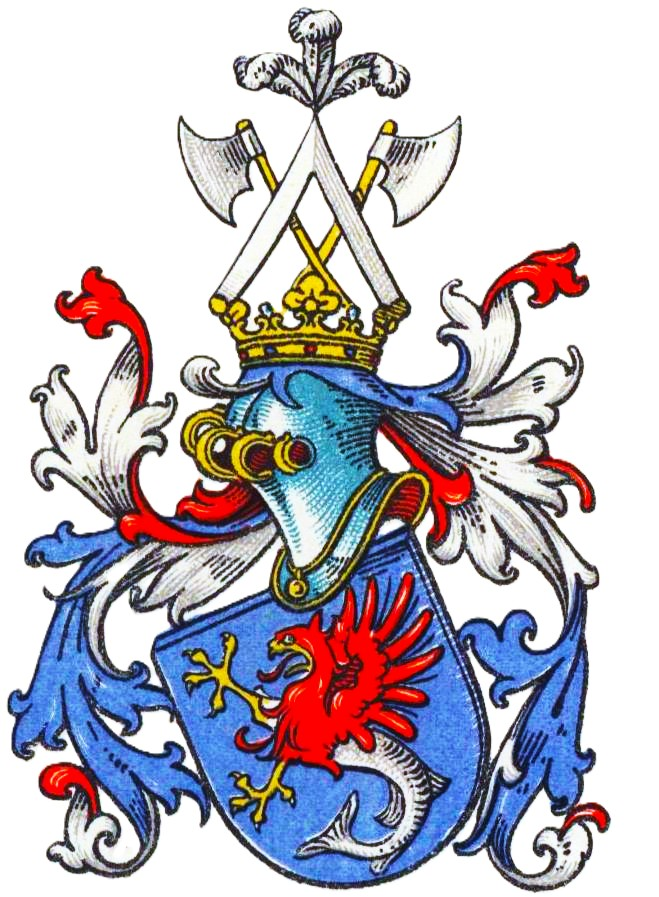
Wappen derer von Puttkammer im Wappenbuch des Westfälischen Adels

Das Stammwappen zeigt in Blau einen roten Greif mit Goldkrone, der von der Leibesmitte ab in einen nach vorn gekrümmten silbernen Störschwanz ausläuft (Fischgreif der Swenzonen). Auf dem Helm mit rot-blauen bzw. rot-silber-blauen Decken sind zwei auswärts gekehrte silberne Beile (Streitäxte) auf einem sparrenartigen goldenen Gestell, dessen Spitze mit drei Straußenfedern in der Farbfolge Rot – Silber – Blau besteckt ist.
Dieser sogenannte Fischgreif aus dem Familienwappen der Puttkamer, der auch im Stadtwappen hinterpommerscher Städte wie z. B. im Wappen von Rügenwalde oder Zanow vorkommt, war das ursprüngliche Wappen der Swenzonen.
Der Wappenspruch lautet: Artificiosa non durant (Künstliches ist nicht von Dauer).

## Güter und Herrenhäuser der Familie
Treblin war seit dem 14. Jahrhundert bis 1945 ein Familiensitz, seit 1315/1390 Groß Nossin (bis 1840), seit 1374 auch Alt Kolziglow, in dessen Kirche 1847 Johanna von Puttkamer mit Otto von Bismarck getraut wurde. 1419 kam Lossin, 1457 Wollin an die Puttkamer. Alte Besitze waren auch Kublitz (bereits 1315 im Lehnsbesitz von Kasimir Svenzo), Krampe, Plassow, Glowitz (ab 1475 bis 1945), Jeseritz (ab 1491) und Jerskewitz.
Spätestens seit Mitte des 17. Jahrhunderts war Schlackow in der Familie, ab 1854 Krolow, zu dem auch die Vorwerke Vietzke und Marsow gehörten, die bereits seit 1340 Puttkamer’sche Lehen waren und die vermutlich auf den Besitz der Swenzonen zurückgehen, ebenso wie Görshagen. Die ganze Herrschaft Schlackow wurde im Jahre 1910 an den Grafen Wilhelm von Zitzewitz verkauft.
Im 17. Jahrhundert kamen Grünwalde, das alte Ordensschloss Pansin sowie die Güter Niemietzke, Deutsch Karstnitz und Benzin an die Puttkamer, 1699 Barnow und Reinfeld, Reinfeld B genannt. Im 18. Jahrhundert erwarb die Familie Jassen, im 19. Jahrhundert Bartin, Karzin und Nippoglense, zeitweise auch Groß-Küssow.
Weitere Besitze waren Buckow, Görshagen, Kremerbruch, Lichtenberg (bei Königsberg), Reddies, Versin, Viartlum, Waldau, Zettin.
Das Rittergut und Schloss Himmighausen bei Nieheim (Ostwestfalen) kam durch Regelind Antonie von Puttkamer, geb. Gräfin von Oeynhausen, in die Familie und wird von ihr bis heute bewirtschaftet.

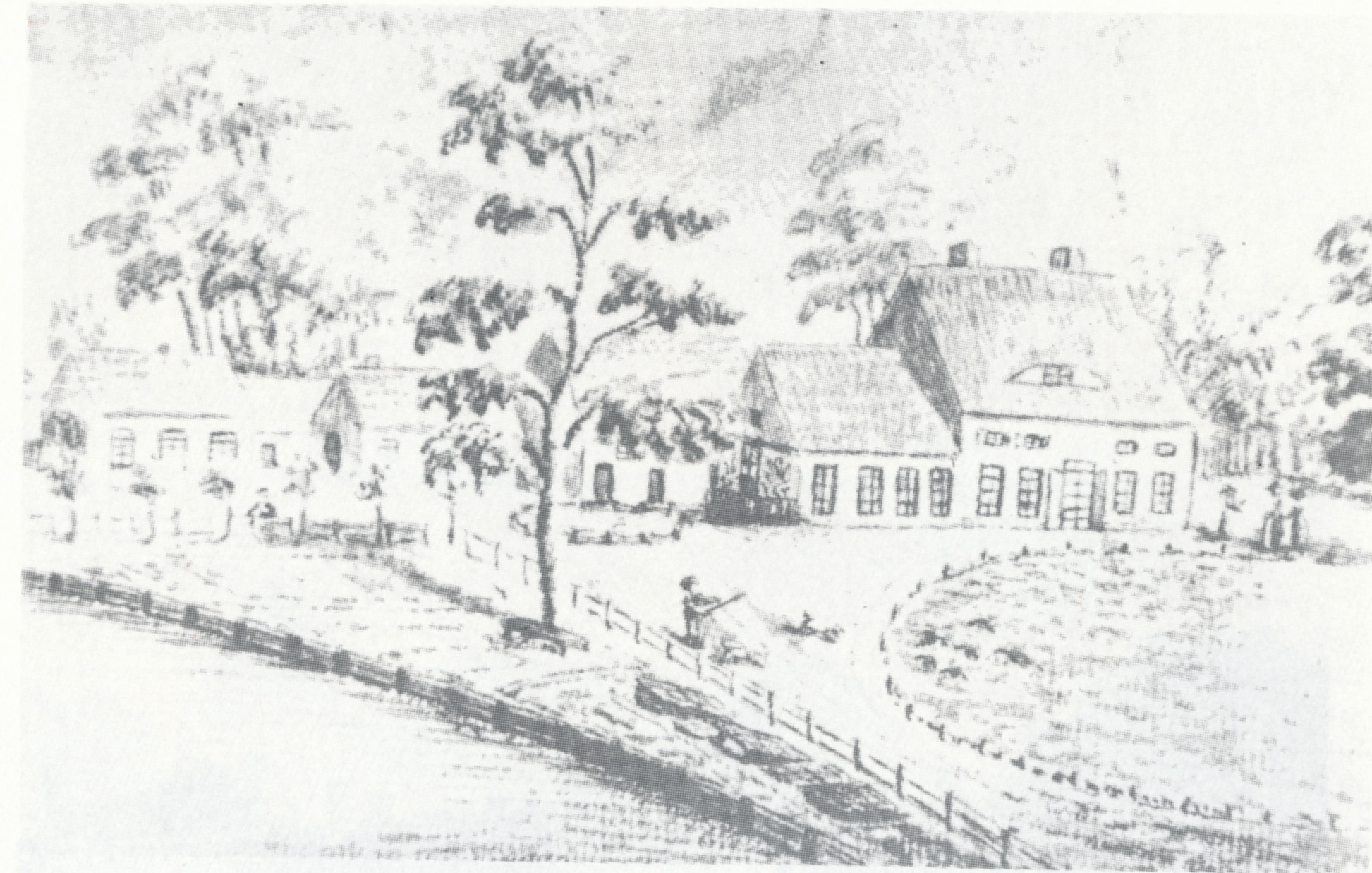
Treblin (14. Jahrhundert bis 1945)
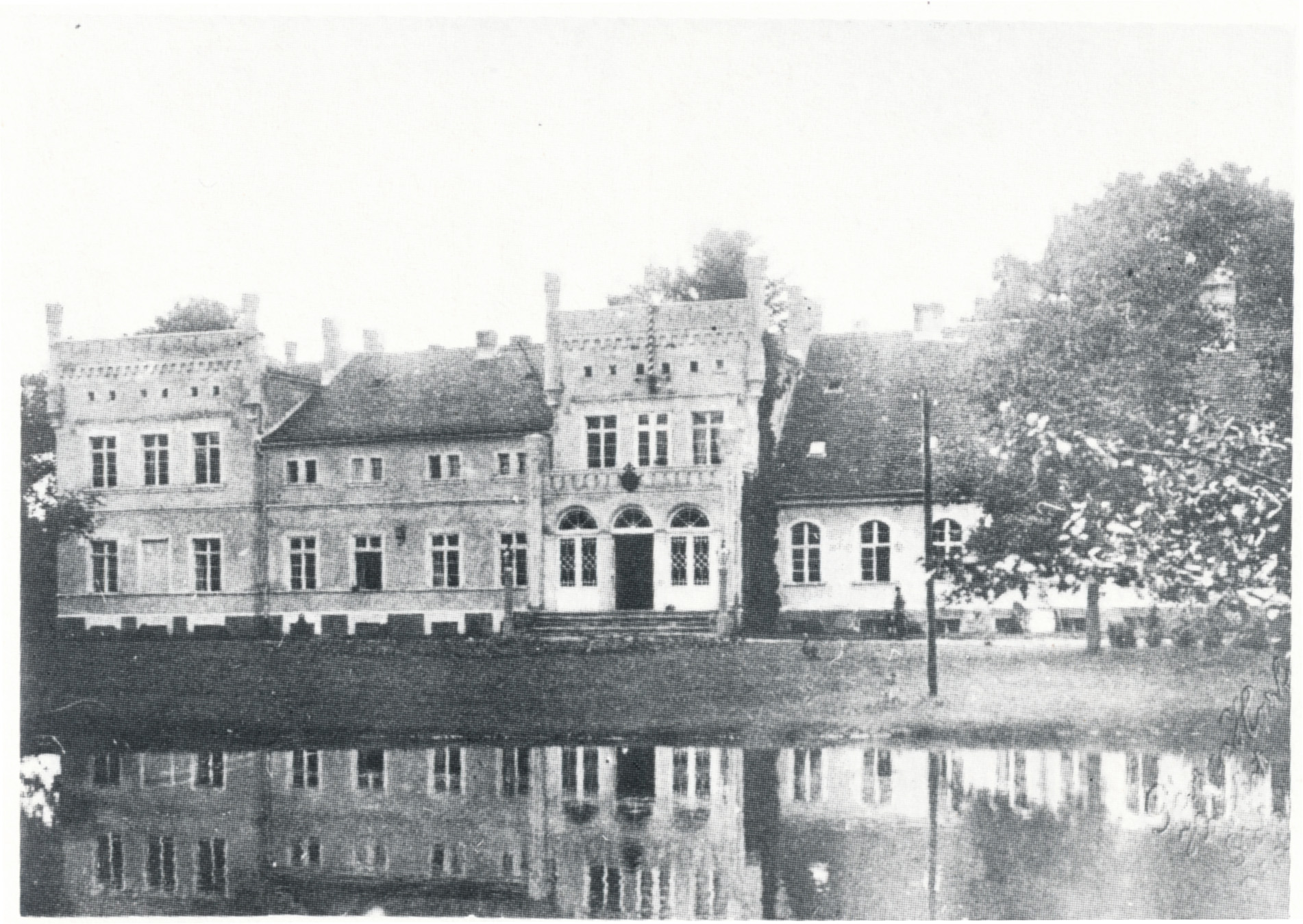
Lossin (1419–1929)
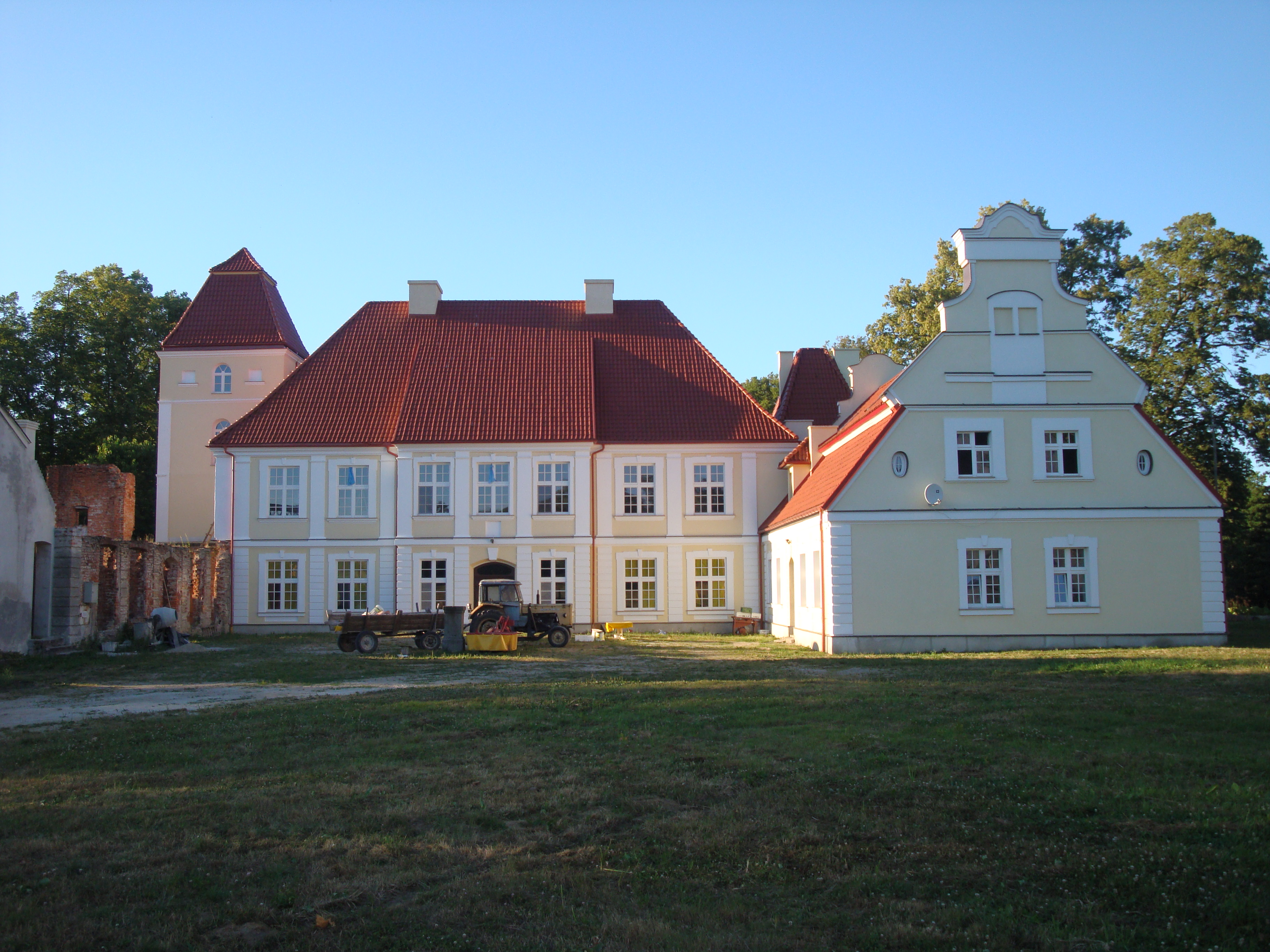
Wollin (1457–1878)
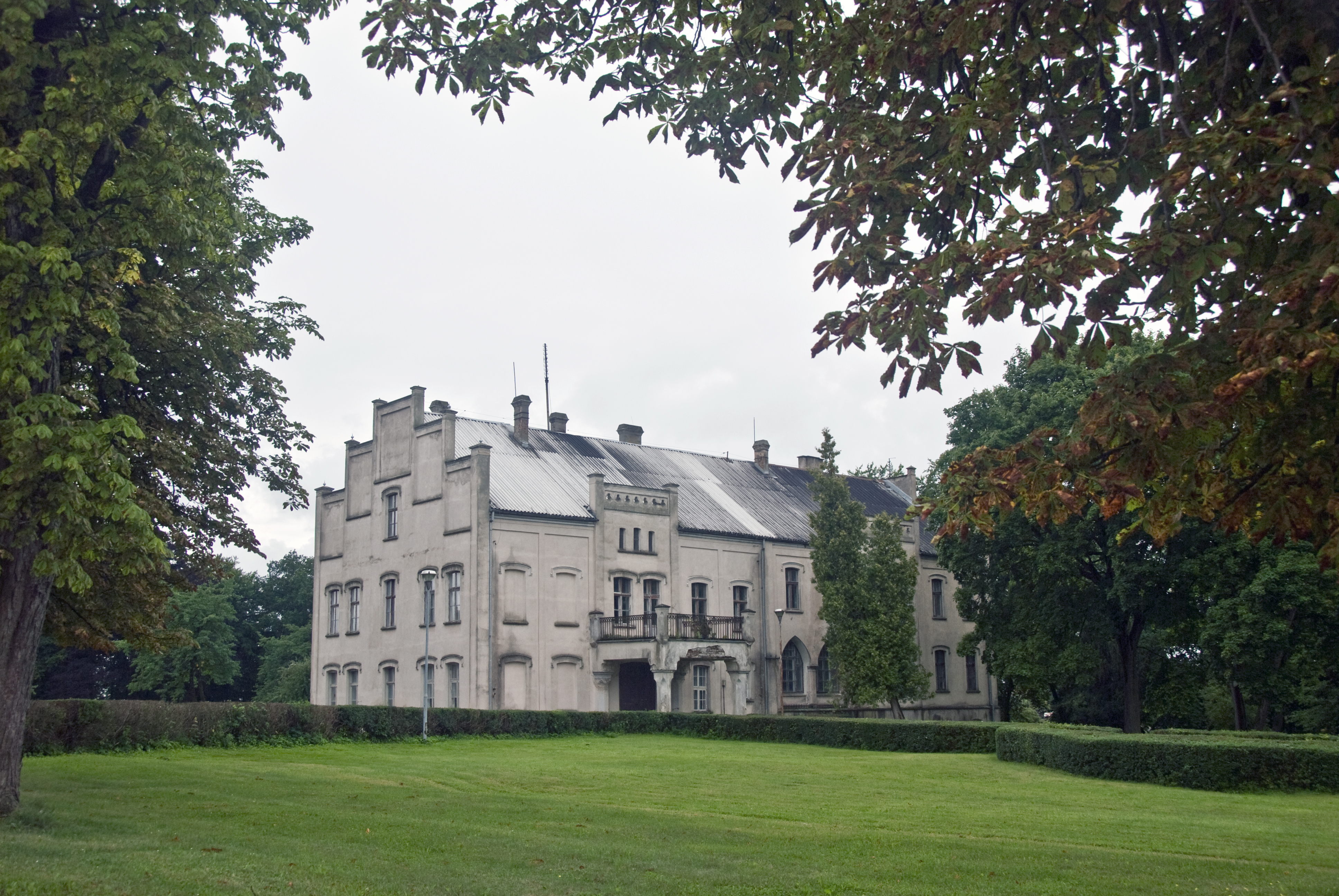
Glowitz (1475–1945)
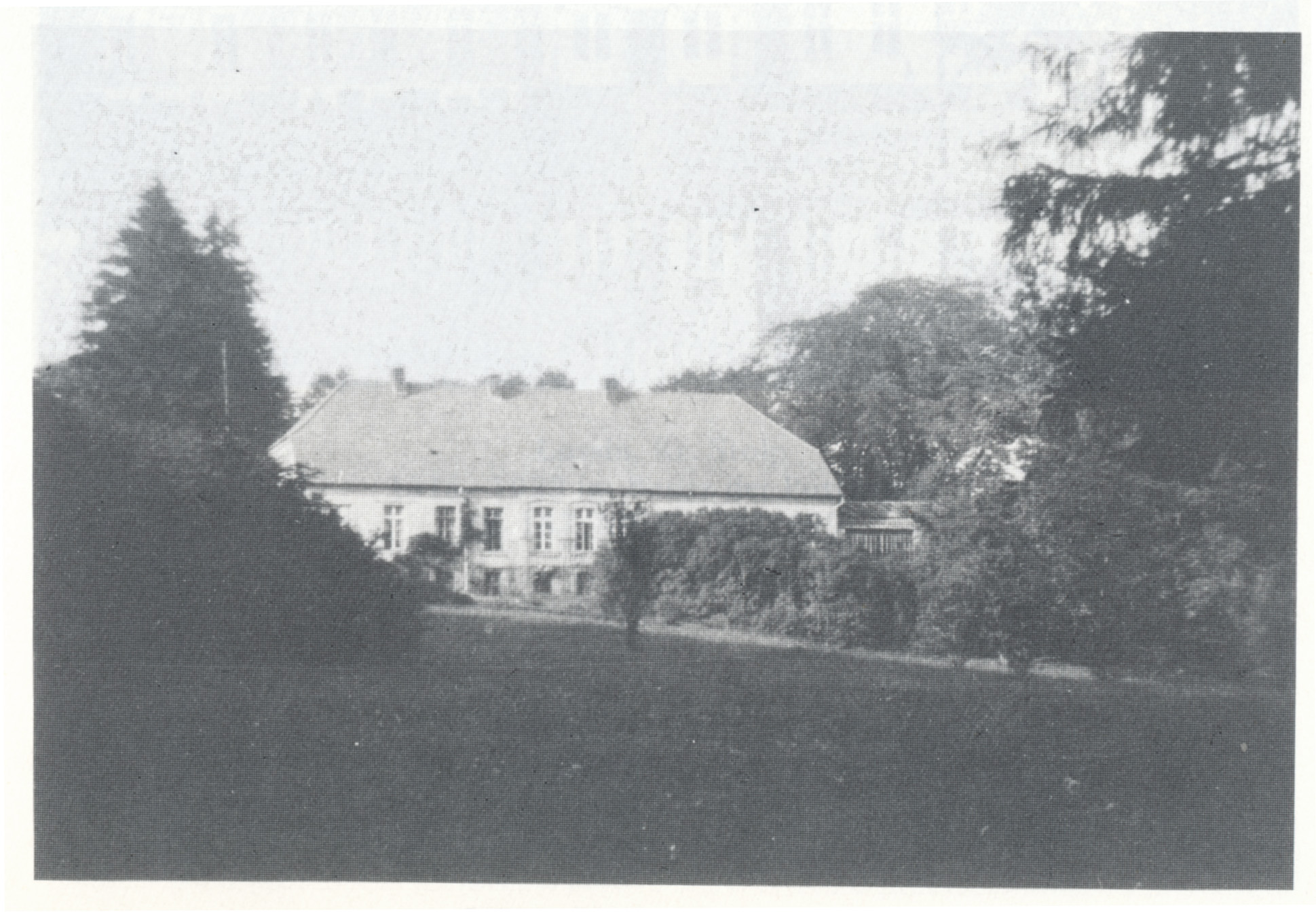
Grünwalde bei Rummelsburg (1608–1907)
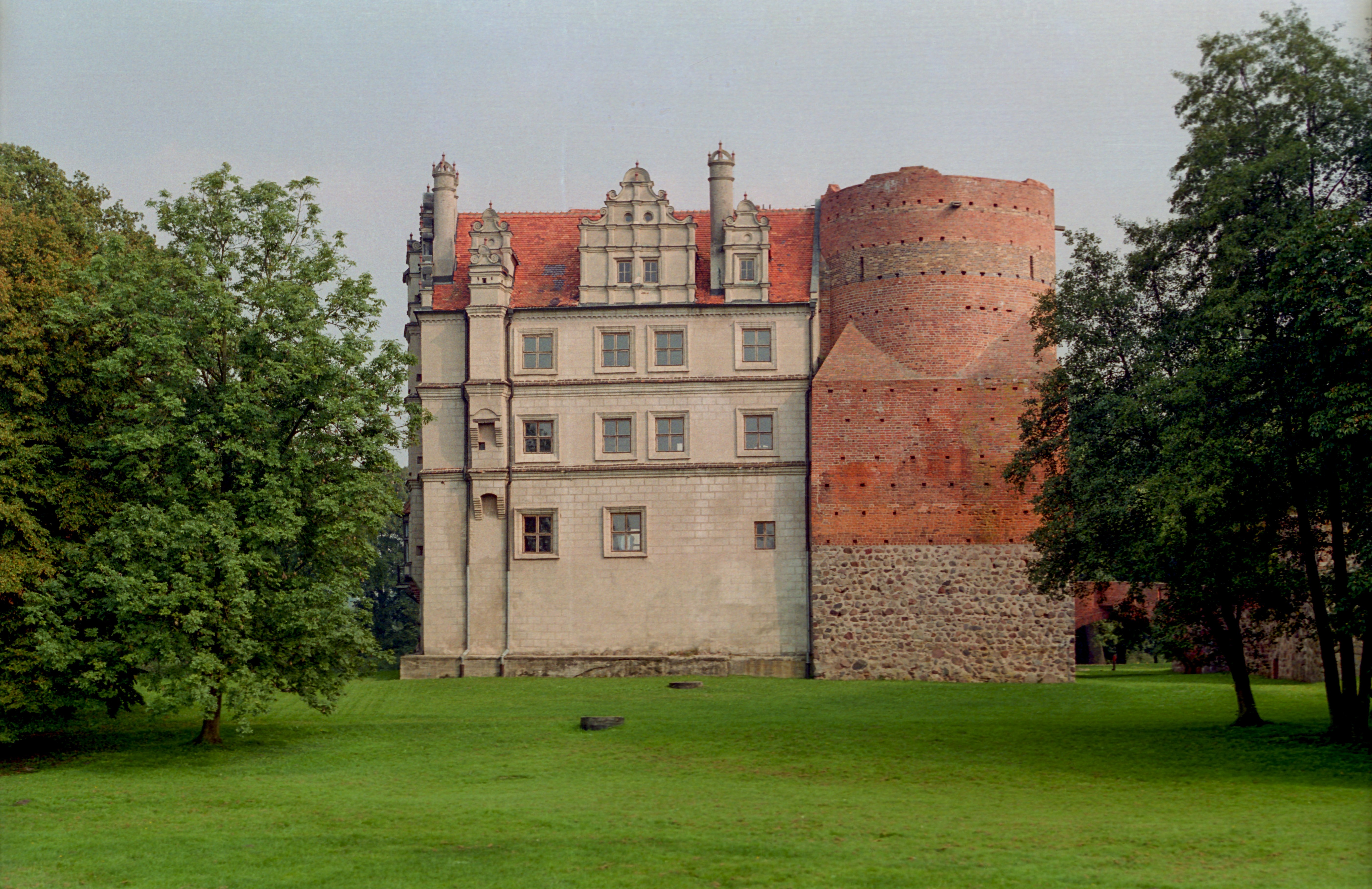
Pansin (1682–1945)
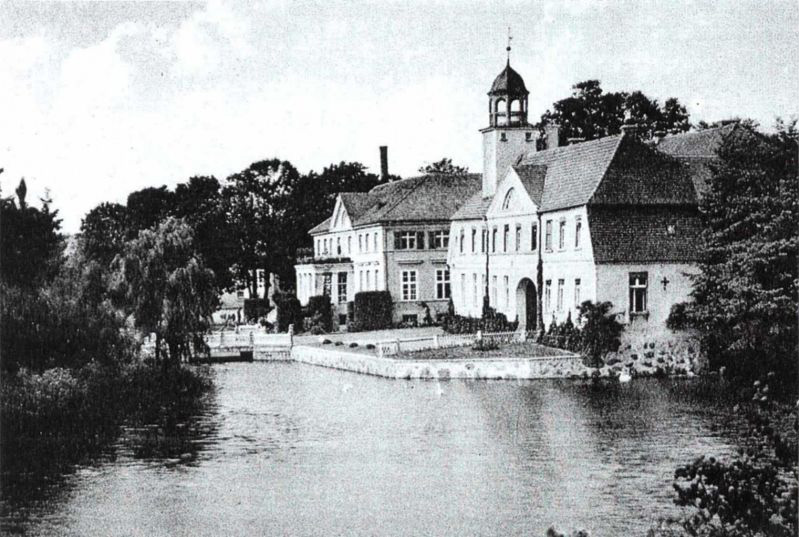
Deutsch Karstnitz (1686–1945)
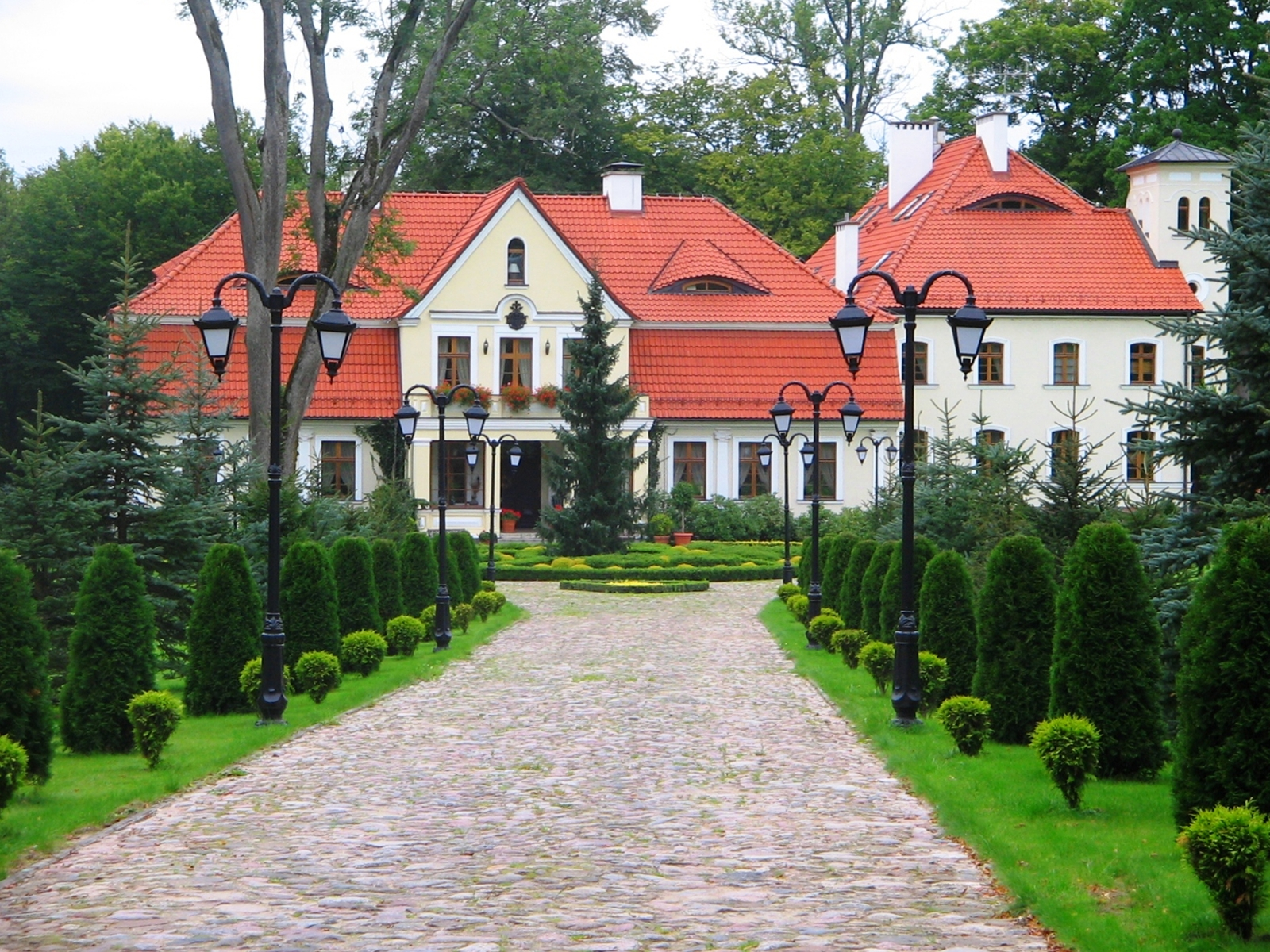
Barnow (1699–1945)
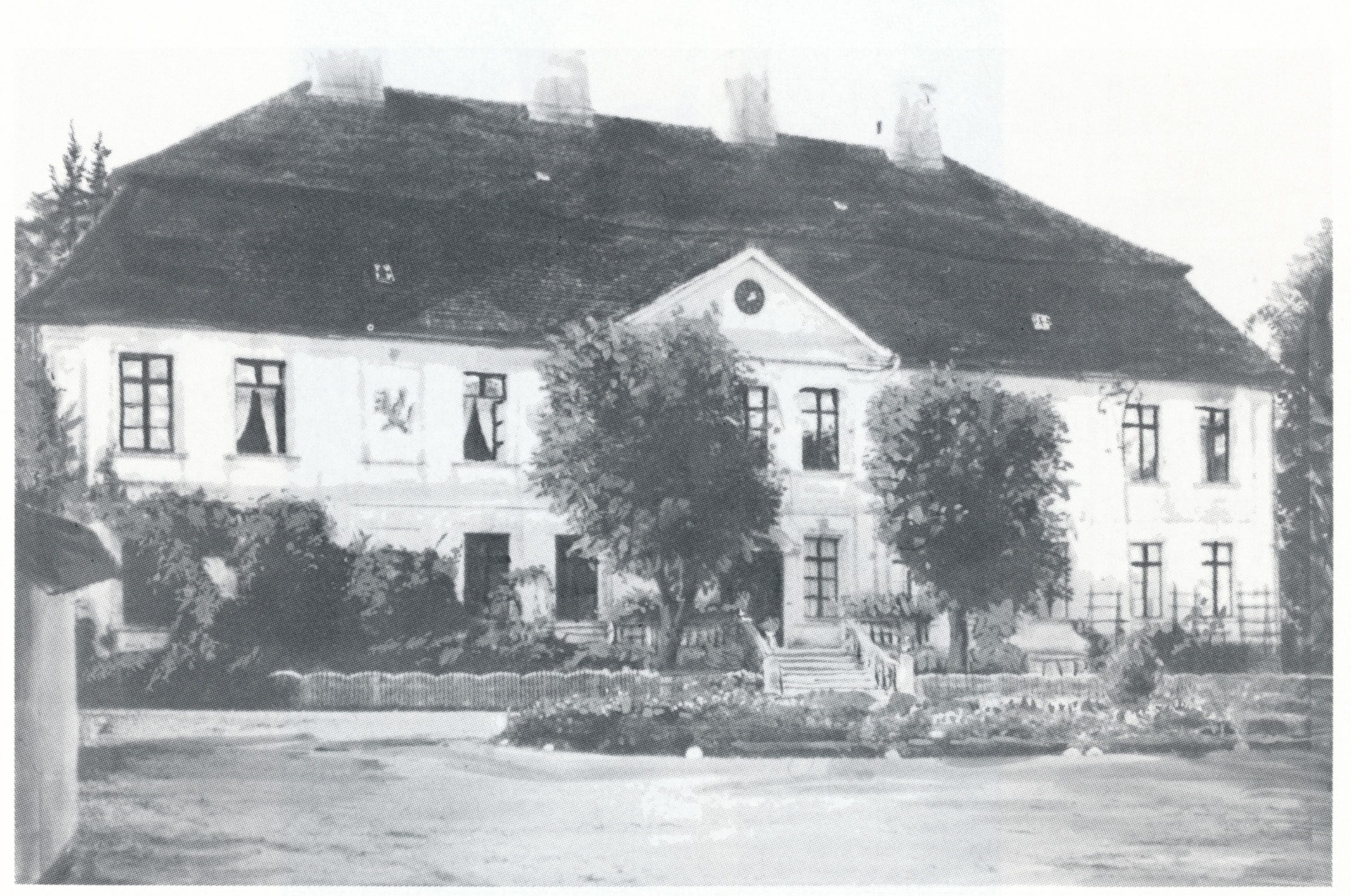
Bartin (1825–1898)
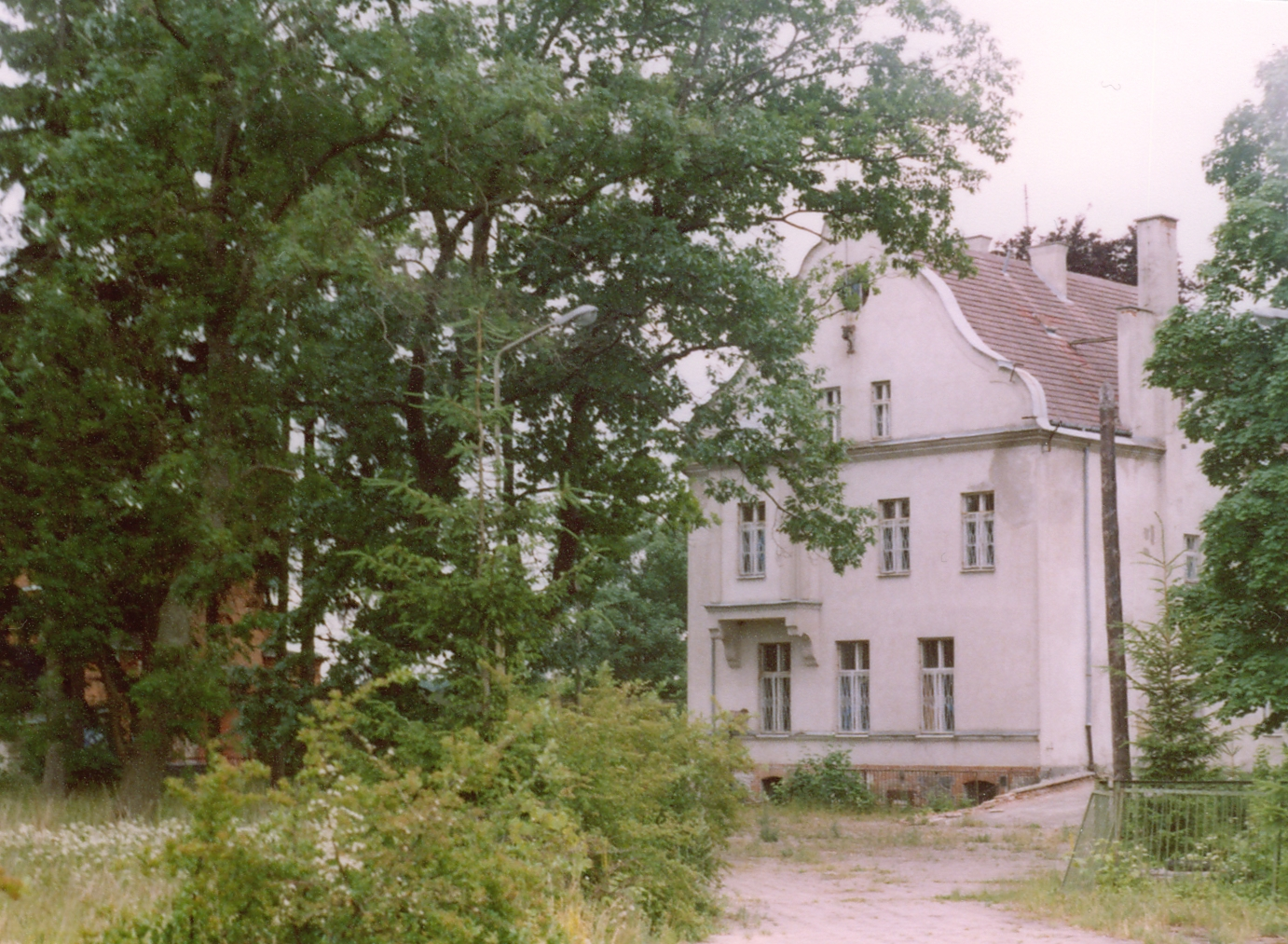
Karzin (1882–1945)
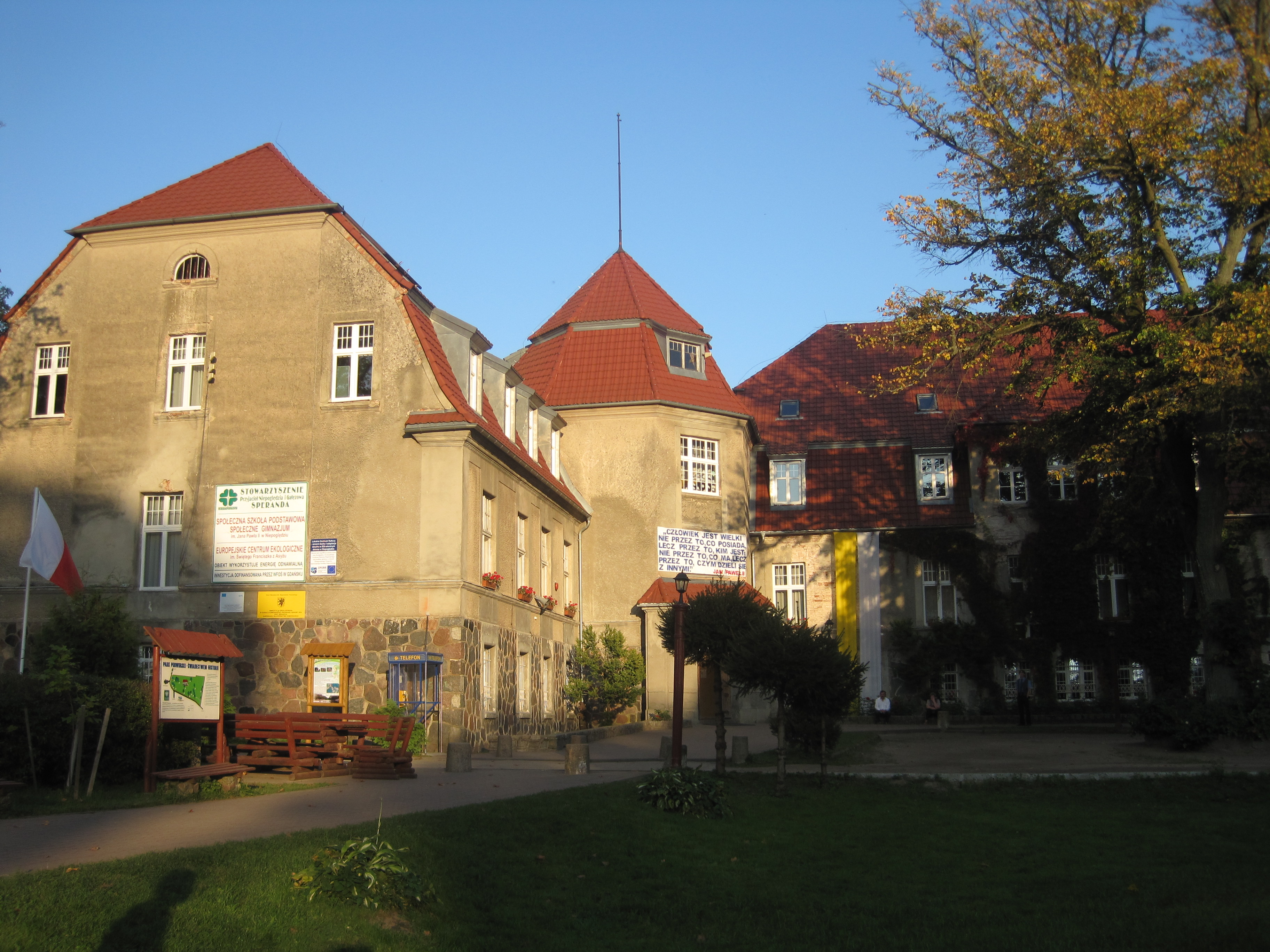
Nippoglense (1882–1945)

## Bekannte Familienmitglieder (chronologisch)

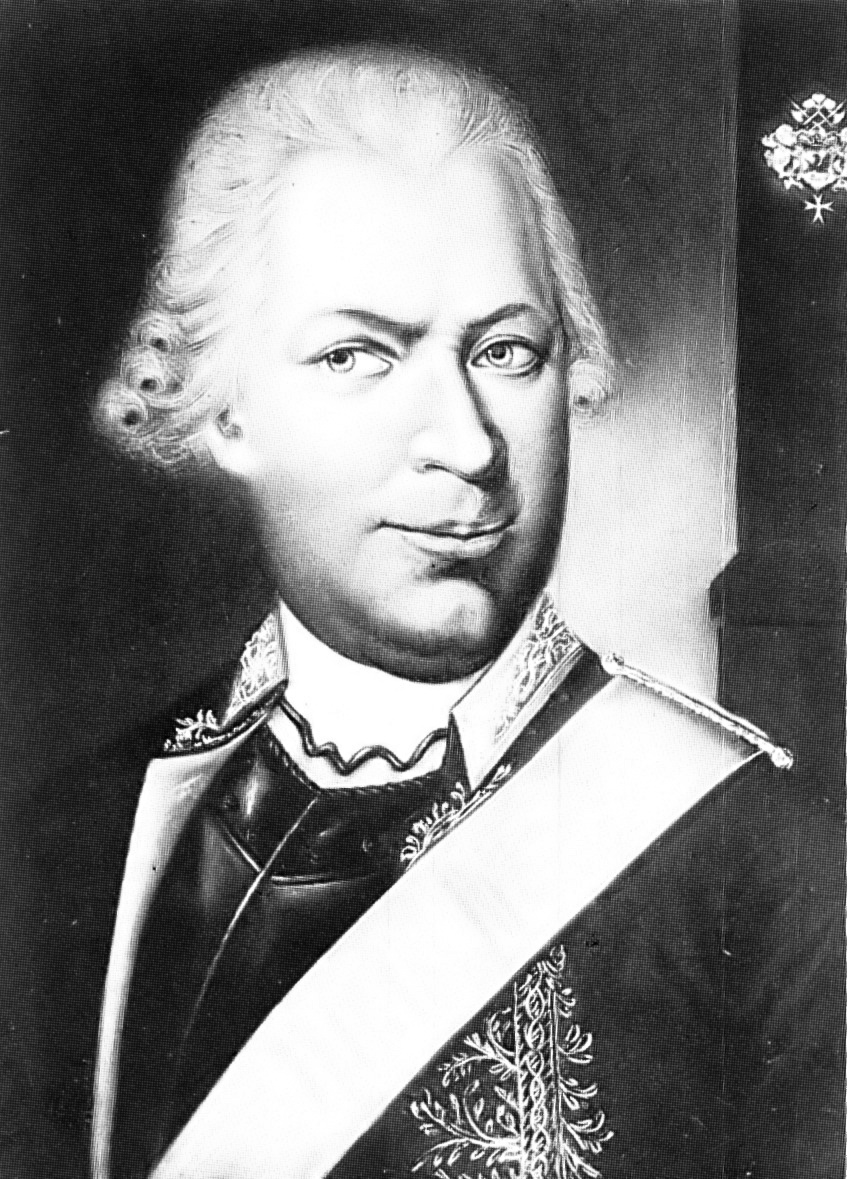
Georg-Dietrich von Puttkamer (1681–1754), polnischer Generalleutnant

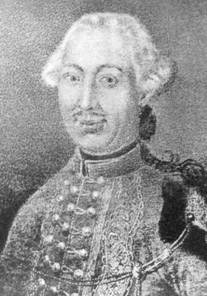
Georg Ludwig von Puttkamer (1715–1759), preußischer Generalmajor

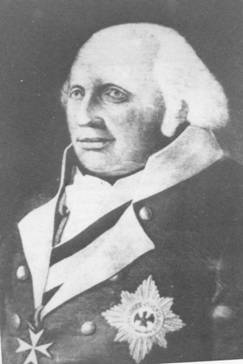
Georg Henning von Puttkamer (1727–1814), preußischer Generalleutnant

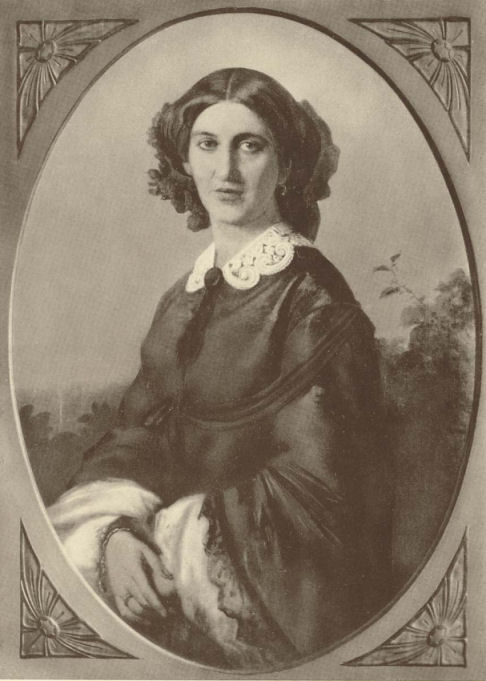
Johanna von Puttkamer (1824–1894), Ehefrau von Otto von Bismarck

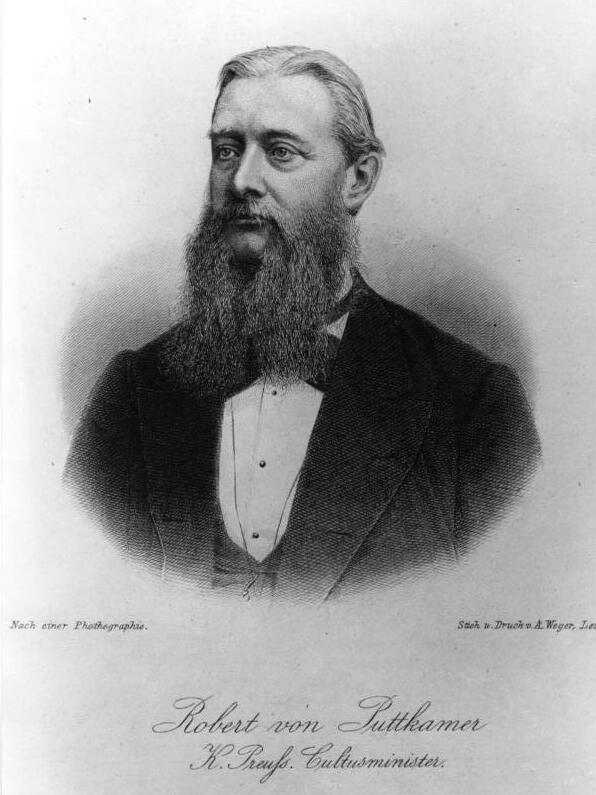
Robert Viktor von Puttkamer (1828–1900), preußischer Kultus- und Innenminister

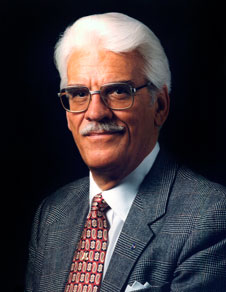
Jesco von Puttkamer (1933–2012), Raumfahrtingenieur der NASA

### Geboren im 17. Jahrhundert
- Christoph Heinrich von Puttkamer († 1701), kurländischer Oberrat, Kanzler und Landhofmeister
- Georg-Dietrich von Puttkamer (1681–1754), polnischer Generalleutnant
- Georg Ewald von Puttkamer (1683–1748), preußischer Oberst, Chef des Garnisonsregiment Nr. 10 und Garnisonsregiment Nr. 11
- Bogislaw Ulrich von Puttkamer (≈1690–1740), Landrat des Kreises Stolp
- Martin Anton von Puttkamer (1698–1782), preußischer Generalmajor
- Adrian Ernst von Puttkamer (1699–1772), preußischer Kriegs- und Domänenrat, erwarb 1752 Pansin[6]

### Geboren im 18. Jahrhundert
- Nikolaus Lorenz von Puttkamer (1703–1782), preußischer Generalleutnant
- Christian Ernst von Puttkamer (1706–1771), deutscher Generalmajor
- Christian Gneomar von Puttkamer (1709–1760), deutscher Oberstleutnant
- Werner Friedrich von Puttkamer († 1771), preußischer Oberst, Chef des Garnisons-Regiments Nr. 1 und Kommandant der Festung Memel
- Alexander Dietrich von Puttkamer (1712–1771), deutscher Landrat des Kreises Stolp
- Peter Georg von Puttkamer (1714–1775), preußischer Oberst, Chef des Garnisons-Regiments Nr. 4
- Georg Ludwig von Puttkamer (1715–1759), preußischer Generalmajor
- Georg Christian von Puttkamer (1716–1789), Landrat des Rummelsburger Kreises und des Flemmingschen Kreises
- Adolph Ludwig von Puttkamer (1727–1796), preußischer Kammerbeamter, Präsident der Kriegs- und Domänenkammer Magdeburg[7]
- Georg Henning von Puttkamer (1727–1814), preußischer Generalleutnant
- Friedrich Bogislaw von Puttkamer (1732–1806), Landrat des Kreises Stolp
- Franz Friedrich von Puttkamer (1735–1823), preußischer Generalmajor sowie Ritter des Pour le Mérite
- Wilhelm Ludwig von Puttkamer (1739–1820), preußischer Generalmajor sowie Ritter des Pour le Mérite
- Lorenz Friedrich von Puttkamer (1741–1814), Landrat des Flemmingschen Kreises
- August Christian Ludwig von Puttkamer (1750–1836), preußischer Landrat, Kriegs- und Domänenrat und Oberrechnungsrat
- Jacob Bogislaw von Puttkamer (1753–1846), preußischer Generalleutnant und Kommandant des Berliner Invalidenhauses
- Johann Adolph August Wilhelm von Puttkamer (1777–1853), Landrat des Kreises Rummelsburg
- Albert von Puttkamer (1797–1861), Landrat im Kreis Samter und später Kreis Czarnikau sowie MdA (1859–1861)
- Leopold von Puttkamer (1797–1868), preußischer General der Infanterie
- Eugen von Puttkamer (1800–1874), deutscher Jurist

### Geboren im 19. Jahrhundert
- Heinrich von Puttkamer (1803–1876), preußischer Landrat
- Konstantin von Puttkamer (1807–1899), preußischer Generalmajor
- Alwin von Puttkamer (1811–1885), preußischer Generalmajor
- Heinrich von Puttkamer (1818–1886), preußischer Generalleutnant
- Julius von Puttkamer (1822–1905), preußischer Fideikommissbesitzer und Mitglied des Preußischen Herrenhauses
- Johanna von Puttkamer (1824–1894), Ehefrau von Otto von Bismarck
- Bernhard von Puttkamer (1825–1904), Generalmajor und Mitglied des Preußischen Herrenhauses
- Henning von Puttkamer (1826–1907), deutscher Richter, Gutsbesitzer und Reichstagsabgeordneter
- Richard von Puttkamer (1826–1898), preußischer Landrat im Kreis Stolp
- Robert von Puttkamer (1828–1900), preußischer Staatsmann
- Carl Georg Ludwig von Puttkamer (?), Landrat in Wirsitz (1882) und Landrat in Mogilno (1882–1885)
- Maximilian von Puttkamer (1831–1906), deutscher Politiker und Staatssekretär
- Waldemar von Puttkamer-Kolziglow (1835–1903), Rittergutsbesitzer und Reichstagsabgeordneter
- Bernhard von Puttkamer (1838–1906), Mitglied des Deutschen Reichstags und Mitglied des Preußischen Abgeordnetenhauses
- Jesco von Puttkamer (1841–1918), deutscher Verwaltungsjurist und Politiker
- Erich von Puttkamer (1845–1935), Abgeordneter im preußischen Landtag und Mitglied des preußischen Herrenhauses[8]
- Heinrich von Puttkamer (1846–1914), deutscher Generalmajor
- Alberta von Puttkamer (1849–1923), Schriftstellerin, Ehrenbürgerin von Glogau, Ehefrau von Maximilian von Puttkamer
- Wilhelm von Puttkamer (1853–1923), preußischer Generalleutnant
- Jesko von Puttkamer (1855–1917), deutscher Kolonialgouverneur
- Jesco von Puttkamer (1858–1916), deutscher Publizist und Reiseschriftsteller
- Albert August Wilhelm von Puttkamer (1861–1931), Landrat im Kreis Kolberg-Körlin und Bezirkspräsident im Bezirk Oberelsaß
- Paul Gerhard von Puttkamer (1866–1941), deutscher Theaterintendant
- Richard Ulrich Friedrich Wilhelm Otto von Puttkamer (1867–1953), preußischer Landrat im Kreis Tuchel und im Kreis Usedom-Wollin
- Wanda von Puttkamer (1870–1944), Hofdame der Großherzogin Sophie von Sachsen-Weimar-Eisenach und Autorin
- Jesko von Puttkamer (1872–1943), deutscher Landrat
- Jesco von Puttkamer (1876–1959), deutscher Generalleutnant
- Marie Madeleine (1881–1944), eigentlich Gertrud von Puttkamer, geb. Günther, Schriftstellerin und Lyrikerin
- Alfred von Puttkamer (1882–1946), Generalleutnant der Wehrmacht an der Ostfront, am 14. Dezember befahl er als Stadtkommandant, die jüdische Bevölkerung in einer Siedlung vor Charkow zu sammeln. In der Folge wurden 16.000 Juden in der Schlucht von Drobyzkyj Jar ermordet[9]
- Therese Alexandrine Johanna (Thea) von Puttkammer, (1882–1952), deutsche Journalistin[10] und Kriegsberichterstatterin[11]
- Annemarie von Puttkamer (1891–1983), verheiratete Crome, Schriftstellerin und Übersetzerin
- Karl-Jesko von Puttkamer (1900–1981), Konteradmiral und Marineadjutant Hitlers

### Geboren im 20. Jahrhundert
- Jesco von Puttkamer (1903–1969), Journalist und Propagandist
- Friedrich Karl von Puttkamer (1908–1943), deutscher Regieassistent und Filmeditor
- Ellinor von Puttkamer (1910–1999), Diplomatin und Historikerin
- Jesco von Puttkamer (1919–1987), deutscher Publizist und Diplomat
- Uschi von Puttkamer (* 1924), deutsche Tischtennisspielerin
- Jesco von Puttkamer (1933–2012), deutschamerikanischer Raumfahrtingenieur, NASA-Manager und Autor
- Eberhard von Puttkamer (1936–2019), deutscher Diplomat
- Ewald von Puttkamer (1936–2017), deutscher Informatiker und Hochschullehrer[12]
- Hubertus von Puttkamer (* 1948), deutscher Flottillenadmiral
- Joachim von Puttkamer (* 1964), deutscher Historiker
- Alexander von Puttkamer (* 1973), deutscher Tubist
- Lilla von Puttkamer (* 1973), Künstlerin
- Sophie von Puttkamer (* 1975), deutsche Journalistin und Fernsehmoderatorin
- Inka von Puttkamer (geb. Inka Splettstößer; * 1982), deutsche Fregattenkapitän